# Joaquim Roriz
Joaquim Domingos Roriz (Luziânia, 4 de agosto de 1936 - Brasília, 27 de setembro de 2018) foi um político brasileiro, governador do Distrito Federal por quatro mandatos, ministro da Agricultura e Reforma Agrária nas duas primeiras semanas do governo Fernando Collor e senador, cargo ao qual renunciou em 4 de julho de 2007, após sofrer acusações de corrupção. Foi casado desde 1960 com Weslian Roriz e tiveram três filhas: Wesliane, Liliane Roriz e Jaqueline Roriz.
Joaquim era diabético, teve uma perna amputada em 30 de agosto de 2017. Morreu em Brasília, em 27 de setembro de 2018, aos 82 anos de idade, vítima de choque séptico, decorrente de complicações clínicas de uma pneumonia.

## Carreira política

### Vereador de Luziânia, deputado federal e vice-governador
Foi eleito vereador de sua cidade natal nos anos 70. Em 1978 candidatou-se a deputado estadual por Goiás e venceu, sendo o candidato mais votado pelo MDB no estado.
Foi um dos fundadores do Partido dos Trabalhadores (PT) em Luziânia, no ano de 1980. Já no PMDB foi eleito deputado federal em 1982. Em 1986 venceu a eleição para o cargo de vice-governador de Goiás, na chapa do governador Henrique Santillo.

### Prefeito, Governador do Distrito Federal e Ministro
Em 1987, teve breve passagem pela prefeitura de Goiânia, na qualidade de interventor.
Em 1988, o então Presidente da República, José Sarney, o nomeou governador do Distrito Federal, na época em que essa unidade da federação ainda não elegia o próprio governador, situação chamada popularmente de governo biônico.
Entre 15 de março e 29 de março de 1990, foi ministro da Agricultura e Reforma Agrária no governo Collor, renunciando ao cargo para disputar o governo do Distrito Federal.

### Governador do Distrito Federal
Teve sua pretensão novamente ao Distrito Federal contestada pelos adversários sob o argumento de que, como já exercera o mandato há poucos meses do pleito, não poderia concorrer à reeleição para um cargo executivo. Contudo o Tribunal Superior Eleitoral (TSE) validou sua candidatura ao considerar que, no período em que Roriz governou o Distrito Federal, o fizera por nomeação e não por eleição.
Em outubro de 1990, foi eleito em primeiro turno pelo extinto Partido Trabalhista Renovador (PTR), após anos filiado ao MDB/PMDB. Na primeira eleição distrital para governador, Joaquim Roriz teve como vice-governadora Márcia Kubitschek, (filha de Juscelino Kubitschek).
Em 1 de janeiro de 1991 (data prevista pela Constituição Federal de 1988), o Distrito Federal ganhou autonomia política, tal como as demais unidades federativas do país e, nesse mesmo dia, tomaram posse Joaquim Roriz e sua vice, Márcia Kubitschek.
Em 1994, o candidato a governador apoiado por Roriz, Valmir Campelo, perdeu as eleições. Com isso, Roriz entregou o governo a Cristovam Buarque, então no PT.
Roriz é responsável por muitas obras na capital e pela fundação de várias das cidades-satélites. É tido por seus aliados como um grande "tocador de obras", como a Ponte JK, vários viadutos e o Metrô do Distrito Federal o qual, em pouco mais de dez anos, consumiu bilhões de reais em recursos e permanece incompleto. Seus adversários, a classe média brasiliense e a opinião pública o acusam de ter depauperado e favelizado o Distrito Federal, com a distribuição em massa de lotes semi-urbanizados em cidades-satélite, incentivando a forte migração de pessoas de baixa renda sem o provimento devido de emprego e condições mínimas de subsistência, aumentando em mais de um milhão de habitantes a população do Distrito Federal, de estimular e se beneficiar da grilagem de terras e de superfaturar obras públicas em favor de construtoras e empreiteiras de seus aliados políticos.

### Retorno ao governo do Distrito Federal
Nas eleições de 1998, disputou contra Cristovam Buarque e foi eleito no segundo turno governador pelo PMDB, ao lado de Benedito Domingos (do antigo PPB, atual PP), como vice-governador, em uma eleição ganha por pequena vantagem de votos (51,26% a 48,74%).  Em 2002 Roriz foi reeleito, derrotando no segundo turno Geraldo Magela, do PT. Roriz venceu mais uma vez, em disputa apertada, e assumiu seu quarto mandato como governador do Distrito Federal, sendo o único governador do DF a conseguir se reeleger até 2022 desde que a reeleição foi instituída em 1998.
Após treze anos intercalados como governador do Distrito Federal (1988/1990, 1991/1995, 1999/2006) Roriz renunciou em favor de sua vice, Maria Abadia para lançar-se candidato ao Senado Federal pelo PMDB em 2006. Sua sucessora disputou a reeleição pelo PSDB, com o intuito de permanecer no cargo até 2010, mas foi derrotada no primeiro turno pelo então pefelista José Roberto Arruda, que teve apoio informal de Roriz, e, em contrapartida, a chapa de Arruda foi composta por um candidato a senador pouco conhecido, ajudando na eleição de Roriz para o Senado.

### Senador
Em 2006, se candidatou ao Senado pelo PMDB e foi eleito em 1º de outubro do mesmo ano. Assumiu em 1º de fevereiro de 2007 e renunciou ao cargo em 4 de julho do mesmo ano, após se envolver no escândalo do BRB, escapando do processo de cassação do mandato que poderia deixar 8 anos inelegível. Depois de renunciar, não abandonou a política.

### Saída do PMDB
Em 24 (vinte e quatro) de maio de 2009, num encontro regional do PMDB, houve um bate boca com seu antigo aliado o deputado federal Tadeu Filippelli, a quem Roriz chamou de "vagabundo" e "mentiroso". A confusão aconteceu quando Filippelli resolveu discutir a vida política de Jaqueline Roriz deputada distrital e filha do ex-governador, filiada ao PSDB, ao dizer que ela seria aliada do governador Arruda do DEM.
No dia 16 de setembro Roriz anuncia sua saída do PMDB e que seria candidato ao governo do Distrito Federal filiando-se ao PSC em 30 de setembro.

### Título de cidadão honorário de Brasília
Em 4 de agosto de 2015, Roriz recebeu o título de cidadão honorário de Brasília.

## Denúncias de corrupção

### Escândalo do BRB
Após denúncias oriundas de grampos telefônicos, que pesam contra ele com relação a recursos do Banco de Brasília (BRB), e pressões de setores políticos, Roriz renunciou ao cargo de senador no dia 4 de julho de 2007, ao que parece foi o mandato mais rápido da história do Brasil, deixando um impasse sobre quem seria o próximo a ocupar sua vaga, já que seu primeiro suplente, Gim Argello possui inúmeras acusações, além do TSE agendar para agosto o julgamento sobre crime eleitoral, que poderá cassar a chapa inteira (Roriz e os dois suplentes). No dia 17 de julho, Gim Argello assume, e no mesmo dia é protocolado um documento contra ele no Senado Federal.
A Operação Aquarela acabou levando para cadeia o ex-presidente do BRB, Tarcísio Franklin de Moura, que presidiu a organização durante os 8 anos de governo de Roriz no Distrito Federal. O Ministério Público do Distrito Federal e dos Territórios abriu denuncia contra Joaquim Roriz e mais cinco pessoas por improbidade administrativa. O Grupo é acusado de utilizar o BRB (Banco de Brasília) para simular um transação bancária para repassar dinheiro a Roriz em 2007. O MP pede ainda que os investigados devolvam 223 milhões aos cofres públicos.
Em abril de 2010, o Tribunal de Justiça do Distrito Federal acatou a denúncia o Ministério Público Federal Roriz é acusado de desrespeito à Lei de Responsabilidade Fiscal.

### Operação Caixa de Pandora
Joaquim Roriz teve seu nome envolvido no Escândalo do Mensalão no Distrito Federal, deflagrado a partir da Operação Caixa de Pandora, em 27 de novembro de 2009. O noticiário político sustenta a versão de que Durval Barbosa, autor das gravações que incriminariam José Roberto Arruda e seu grupo político, fez as denúncias para beneficiar Roriz, com vistas à eleição para governador do Distrito Federal em 2010.
Segundo reportagem do Correio Braziliense de 3 de dezembro de 2009, "uma série de eventos ocorridos nos últimos dois meses criaram a convicção no grupo de José Roberto Arruda de que o ex-governador Joaquim Roriz sabia da investigação da Polícia Federal (PF) que culminou com a Operação Caixa de Pandora". De acordo com a reportagem, "aliados de Roriz vinham criando um clima no meio político de que em breve denúncias graves relacionadas ao governo atual viriam à tona. Também se falava bastante nos bastidores que as fitas gravadas por Durval Barbosa estavam circulando e sendo exibidas a diversas pessoas em salas fechadas".
A mesma matéria informa: "Há 2 (dois) meses, o ex-governador deu uma entrevista na qual apontou que Arruda não seria candidato à reeleição. Ele chegou a declarar que sabia o motivo, mas não poderia revelar. Pessoas próximas do ex-governador relatam que seus aliados mais próximos ofereceriam uma sessão das fitas comprometedoras com bastante desenvoltura. E garantiam que em breve o material viria a público. O próprio Roriz afirmou que em breve mudaria a história política da cidade".
Ainda segundo o Correio Braziliense, "um dia antes da ação da Polícia Federal, Roriz disse a um grupo de interlocutores, num jantar na casa do Pastor Ricardo Espíndola, que a política do Distrito Federal sofreria em breve um forte abalo e um revés. Ele não deu detalhes, mas estava confiante sobre as chances reais de ver seu adversário político abatido por acusações graves que seriam apresentadas publicamente".

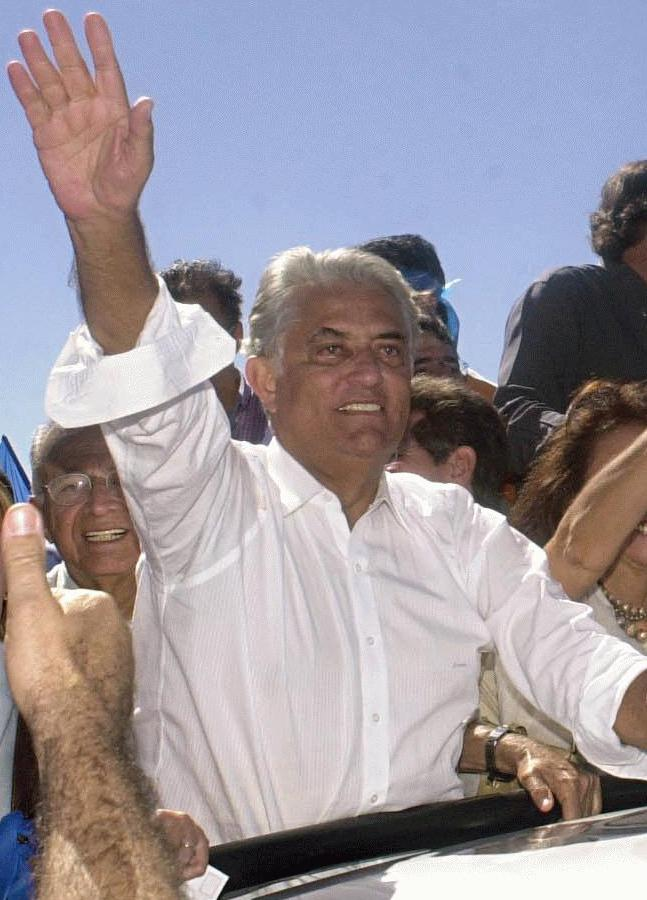
O ex-governador Joaquim Roriz. Segundo Durval Barbosa, o esquema de corrupção teve início sob os auspícios de Roriz.

### Acusação de pagamento de propina
Em depoimento ao Ministério Público, o ex-governador José Roberto Arruda disse que Roriz teria pago propina para não ser denunciado pela Justiça.

### Lei da Ficha Limpa

#### Impugnação da Candidatura ao GDF pelo TRE
No dia 4 de agosto de 2010, o TRE do Distrito Federal negou por 4 votos a 2 a candidatura de Roriz ao Governo do Distrito Federal, com base na lei com base na lei Ficha Limpa, em 2007 Roriz renunciou o mandato de senador para escapar da cassação por quebra de decoro parlamentar do Conselho de Ética do Senado.
No 25 de agosto de 2010, a Comissão Parlamentar de Inquérito CPI que investigou o suposto esquema de corrupção no Governo do Distrito Federal aprovou o relatório que pede o indiciamento dos ex-governadores Joaquim Roriz (PSC) e José Roberto Arruda (sem partido), além de outras 20 pessoas.
No mesmo dia o Ministério Público Eleitoral encaminhou o parecer ao Tribunal Superior Eleitoral em o mesmo se manifesta contra a liberação da candidatura de Roriz.
No dia 31 de agosto de 2010, por seis votos a favor e um contra, o TSE negou o pedido da candidatura de Joaquim Roriz (PSC) ao Governo do Distrito Federal.
No dia 9 de setembro de 2010, o ministro Carlos Ayres Britto do STF (Supremo Tribunal Federal) rejeitou uma reclamação apresentada pela defesa de Joaquim, candidato do PSC ao Governo do Distrito Federal que teve seu pedido de candidatura negado pelo TSE Tribunal Superior Eleitoral.
Em sessão inédita ocorrida no dia 23 de setembro de 2010 o STF Supremo Tribunal Federal com votos dos 10 (dez)ministros (o quorum da casa no total é de onze membros), deixou empatada a decisão cabendo ao STF escolher entre  3(três) alternativas que beneficiará ou não Joaquim Roriz entre outros; alternativa a)empate - beneficiará a Lei ficha limpa, alternativa b) escolha de um novo ministro pelo presidente da república após as eleições, ou alternativa c) o presidente do STF poderá utilizar um segundo voto conforme estatuto regimental interno do STF desempatando e promulgando seu resultado.

#### Desistência da candidatura ao GDF
Em 24 de setembro de 2010 temendo o veredicto do Supremo Tribunal Federal desistiu de disputar o governo do Distrito Federal se reunindo com sua assessoria em Brasília e indicou em seu lugar a esposa Weslian Roriz, após avaliar que seria um risco esperar pela decisão do STF sobre a validade da lei da Ficha Limpa pois se Roriz vencesse em primeiro turno à 3 de outubro poderia não assumir, e se levasse a disputa para o segundo turno ou não poderia disputar ou não seria possível trocar o candidato.

### Morte
Morreu em 27 de setembro de 2018, vítima um choque séptico decorrente de complicações da infecção pulmonar. 